# Boa Vista do Cadeado
Boa Vista do Cadeado is een gemeente in de Braziliaanse deelstaat Rio Grande do Sul. De gemeente telt 2.525 inwoners (schatting 2009).

## Aangrenzende gemeenten
De gemeente grenst aan Augusto Pestana, Bozano, Cruz Alta, Ijuí, Jóia, Pejuçara en Tupanciretã.